# Skoki narciarskie na Mistrzostwach Świata w Narciarstwie Klasycznym 1937
Zawody w skokach narciarskich na X Mistrzostwach Świata w Narciarstwie Klasycznym odbyły się 14 lutego 1937 w Chamonix (Francja) na skoczni Tremplin aux Bossons. Złoty medal w zawodach wywalczył reprezentant Norwegii Birger Ruud.

## Wyniki
| Miejsce | Imię i nazwisko    | Kraj           | Skok 1 | Skok 2 | Nota   |
| ------- | ------------------ | -------------- | ------ | ------ | ------ |
| 1       | Birger Ruud        | Norwegia       | 60,5 m | 65,5 m | 233,80 |
| 2       | Reidar Andersen    | Norwegia       | 60,0 m | 65,0 m | 231,40 |
| 3       | Sigurd Sollid      | Norwegia       | 61,5 m | 60,0 m | 225,70 |
| 4       | Sigurd Haanes      | Norwegia       | 60,0 m | 62,0 m | 219,50 |
| 5       | Josef Bradl        | Austria        | 60,0 m | 60,0 m | 216,70 |
| 6       | Paul Kraus         | III Rzesza     | 56,0 m | 59,0 m | 213,80 |
| 7       | Randmod Sørensen   | Norwegia       | 51,0 m | 58,0 m | 212,10 |
| 8       | Marcel Reymond     | Szwajcaria     | 51,0 m | 58,5 m | 210,50 |
| 9       | Richard Bühler     | Szwajcaria     | 55,5 m | 57,5 m | 209,00 |
| 10      | Gregor Höll        | Austria        | 54,5 m | 58,5 m | 207,90 |
| 11      | Rudolf Rieger      | Austria        | 55,0 m | 58,0 m | 207,80 |
| 12      | Stanisław Marusarz | Polska         | 57,0 m | 61,0 m | 207,70 |
| 13      | Kaare Busterud     | Norwegia       | 57,0 m | 59,5 m | 207,00 |
| 14      | Rolf Kaarby        | Norwegia       | 58,0 m | 60,0 m | 205,20 |
| 15      | Karl Körner        | III Rzesza     | 54,0 m | 60,0 m | 204,10 |
| 16      | Harald Reinl       | Austria        | 60,5 m | 61,0 m | 203,50 |
| 17      | Andreas Krallinger | Austria        | 52,5 m | 59,0 m | 202,30 |
| 18      | Franz Ramsauer     | Austria        | 56,5 m | 60,0 m | 202,20 |
| 19      | Hallstein Sundet   | Norwegia       | 52,5 m | 59,0 m | 200,80 |
| 20      | Oldřich Buďárek    | Czechosłowacja | 56,0 m | 62,0 m | 198,70 |
| 21      | Franz Aschenwald   | Austria        | 54,0 m | 59,5 m | 195,30 |
| 22      | Aarne Valkama      | Finlandia      | 53,5 m | 56,0 m | 193,30 |
| ...     |                    |                |        |        |        |
| 26      | Andrzej Marusarz   | Polska         | 48,5 m | 53,5 m | 187,20 |
| 27      | Bronisław Czech    | Polska         | 51,5 m | 50,0 m | 186,40 |
| ...     |                    |                |        |        |        |
| 30      | Jan Schindler      | Polska         | 49,0 m | 55,0 m | 181,00 |